# Rottofreno
Rottofreno (Altufrèi, Artufrèi, Ltufrèi o Rtufrèi in dialetto piacentino) è un comune italiano di 12 333 abitanti della provincia di Piacenza in Emilia-Romagna.

## Geografia fisica
Il comune, posto nella pianura Padana a 65 m s.l.m. di altitudine, è circondato dai fiumi Po a nord e Trebbia a est e dal torrente Tidone a ovest. Nel territorio comunale scorre anche il torrente Luretta.

## Origini del nome
L'origine del nome Rottofreno non è del tutto chiara: la tradizione vuole che il toponimo derivi dalle imprese del generale cartaginese Annibale, il quale, durante un'incursione militare nel corso della battaglia della Trebbia fu costretto a fermarsi in questo povero villaggio a seguito della rottura del morso ("freno" appunto) del suo cavallo. Questa versione ha trovato pieno accreditamento tra la popolazione al punto che lo stemma comunale riproduce la testa di un cavallo grigio con il "freno" rotto.
Secondo studi più approfonditi il toponimo trova le sue origini nelle antiche lingue germaniche e, presumibilmente, nel nome composto di "roth-fried", traducibile come "amico della gloria", ovvero "amico della pace". Il nome sarebbe poi stato storpiato nella pronuncia e nella trascrizione longobarda per giungere, infine, alla latinizzazione in "Rottofridus" ed alla italianizzazione in "rotofredo". A sua volta, Rottofreno deriverebbe da Rottofredo come storpiatura utilizzata dal popolo.

## Storia
La zona di Rottofreno fu abitata nell'antichità da celti e romani. La località era attraversata dalla via Postumia costruita a partire dal 148 a.C.. La prima citazione del Locum et Castrum Rotofredo risale al 996 e parla di un centro agricolo dotato di fortilizio. Nel 1174 la chiesa di San Michele Arcangelo e l'hospitale di Sant'Elena sono citati in un documento come possedimenti del monastero di San Michele alla Chiusa di Susa.
Dopo il 1412 il castello di Rottofreno appartenne ai Visconti, prima, e, in seguito, ai loro feudatari Bartolomeo e Filippo Arcelli per poi diventare di proprietà della famiglia Maino e, infine, della Camera Ducale Farnesiana. Nel XVI secolo assunse un importante ruolo nel sistema difensivo farnesiano. Nel 1636 le forze spagnole assediarono il castello, che venne consegnato agli assedianti da parte del castellano Cristoforo Ferrari, in seguito condannato a morte dalle autorità ducali per il suo tradimento. Le truppe occupanti fortificarono ulteriormente la struttura realizzando una cinta muraria con pianta a stella ad otto punte, di cui tuttavia non restano tracce.
Nel 1799 la zona tra Gragnano Trebbiense e Rottofreno fu teatro di una battaglia tra le truppe francesi comandate dal generale MacDonald e quelle austro-russe guidate dal generale Suvorov che costrinsero i francesi alla ritirata verso La Spezia. Durante questa battaglia la roccaforte di Rottofreno subì gravi danneggimenti.

### Simboli
Lo stemma è stato concesso con regio decreto del 16 agosto 1929.
Il gonfalone, concesso con DPR del 30 maggio 1974, è un drappo di rosso.

## Monumenti e luoghi d'interesse
- Castellazzo di Sopra: fortilizio minore sorto nelle vicinanze di San Nicolò, nel XIX secolo, già in condizioni di degrado, fu di proprietà di Stefano Arata. Il castello presenta uno schema rettangolare con torri sul lato orientale che, pur notevolmente più basse rispetto al momento della loro costruzione, fuoriescono dalla struttura del castello conferendogli una struttura a U. All'interno sono presenti dei camini in marmo rosso[13].
- Castellazzo di Sotto: edificio di proprietà della famiglia Radini Tedeschi in epoca medievale, durante il ducato farnesiano, secondo la tradizione, ospitò per diverse volte i duchi Farnese nel periodo autunnale. Nel 1876 vi soggiornò un giovane seminarista di nome Achille Ratti, che sarebbe poi diventato papa Pio XI, mentre tra il 1905 e il 1904 fu frequentato dal futuro papa Giovanni XXIII che era il segretario di Giacomo Radini-Tedeschi, figlio del proprietario dell'edificio e vescovo di Bergamo. Il castello, trasformato in residenza, mantiene alcuni elementi tipici dell'architettura medievale ed è circondato da una peschiera realizzata a partire dall'originario fossato[14].
- Castello di Rottofreno: citato per la prima volta in un documento risalente al 996, nel cinquecento presentava pianta quadrata ed era circondato da una cinta muraria dotata di torri rotonde sugli angoli. Sul lato sud era presente un ingresso con ponte levatoio. Sull'angolo nord-est era presente il mastio circondato per tre lati su quattro da un piccolo fossato collegato a quello esterno. Nel 1636 venne ulteriormente fortificato secondo i dettami dell'epoca. Entrato nei possedimenti della camera ducale nel 1752, è successivamente diventato proprietà privata[4].
- Castello di Santimento: citato per la prima volta in un documento del 1291 in cui viene segnalato come proprietà di Giovanni e Umberto Palmieri, è caratterizzato da una struttura rettangolare. L'edificio ha subito nel tempo diverse modifiche rispetto al progetto originale, tra le quali l'innalzamento della torre e del mastio a base quadrata che si eleva rispetto alla facciata principale, di fianco alla pusterla dove era in origine presente un ingresso con ponte levatoio a scavalco di un fossato[15].

## Società

### Evoluzione demografica
Abitanti censiti

### Etnie e minoranze straniere
Secondo i dati ISTAT al 1º gennaio 2020 la popolazione straniera residente era di 1 394 persone, pari all'11.45% della popolazione residente. Le nazionalità maggiormente rappresentate in base alla loro percentuale sul totale della popolazione residente erano:
- Romania: 252 (2.07% della popolazione residente)
- Albania: 201 (1.65% della popolazione residente)
- Bosnia ed Erzegovina: 130 (1.07% della popolazione residente)
- Marocco: 117 (0.96% della popolazione residente)
- Macedonia del Nord: 96 (0.79% della popolazione residente)
- Tunisia: 80 (0.66% della popolazione residente)
- Ucraina: 63 (0.52% della popolazione residente)
- Cina: 62 (0.51% della popolazione residente)
- Senegal: 53 (0.44% della popolazione residente)
- Ecuador: 48 (0.39% della popolazione residente)

## Geografia antropica

### Frazioni
Il territorio comunale di Rottofreno include il capoluogo e le frazioni di San Nicolò a Trebbia, Santimento e Centora.

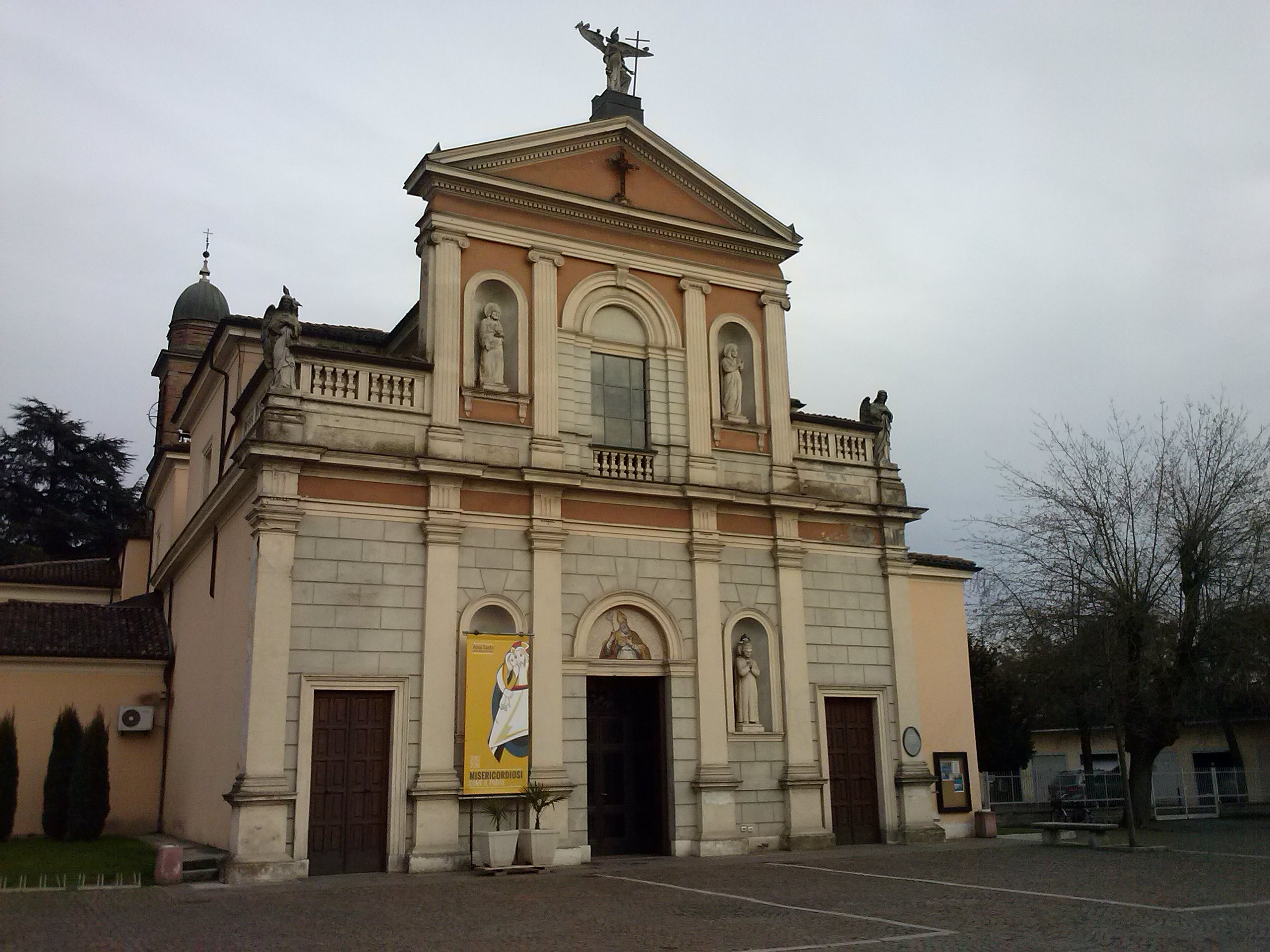
La chiesa di San Nicola di Bari a San Nicolò

#### San Nicolò a Trebbia
San Nicolò a Trebbia è divenuto, soprattutto negli ultimi tre decenni, il centro abitato più popolato ed importante dell'intero territorio comunale. Il forte sviluppo è certamente dovuto alla sua vicinanza alla città di Piacenza, da cui è separato dal ponte della SP10R Emilia Pavese sul fiume Trebbia. L'origine di San Nicolò è abbastanza incerta e i primi "scritti" risalgono al periodo dell'alto Medioevo quando, in questo luogo, erano presenti due "hospitali" (il primo presso la chiesa parrocchiale dedicata a San Nicola di Bari, il secondo presso la località "La Noce") per i pellegrini che si recavano a Roma percorrendo la via Francigena.

#### Santimento
Le prime notizie di Santimento risalgono al XIII secolo e riguardano alcune informazioni circa il sistema di fortificazioni del suo castello. Di particolare pregio architettonico è la chiesa parrocchiale di San Giovanni Battista, chiaro esempio di arte barocca, realizzata nel 1690 su una preesistente costruzione sacra del 1290.

#### Centora
Centora è la frazione più piccola del comune di Rottofreno; le sue abitazioni sono sorte intorno alla chiesa della Madonna della Neve, originariamente consacrata a san Bartolomeo. Il luogo di culto risulterebbe essere stato edificato intorno all'Ottocento a favore dei contadini che lavoravano i campi ed ospitò dapprima i monaci benedettini di San Sisto e poi gli Olivetani del monastero di San Sepolcro di Piacenza.

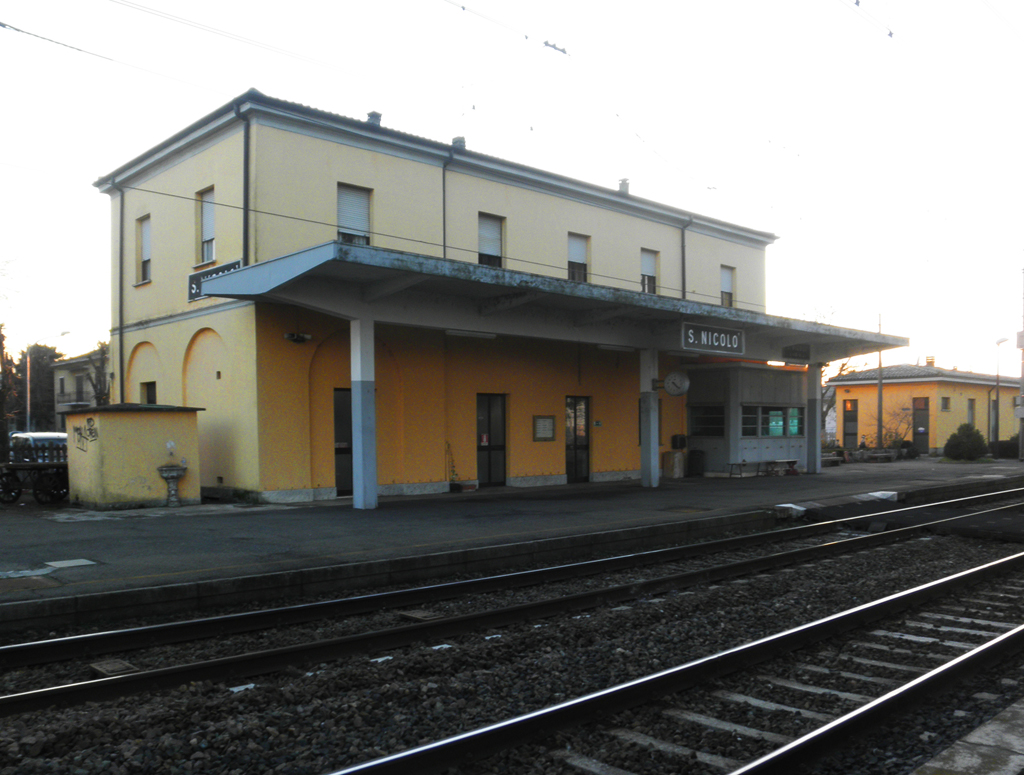
La stazione di San Nicolò.

## Infrastrutture e trasporti

### Strade
Il territorio comunale è attraversato da est a ovest dall'ex strada statale 10 Padana Inferiore e dall'autostrada A21, sulla quale, però, non è presente nessun casello di accesso nel territorio rottofrenese.

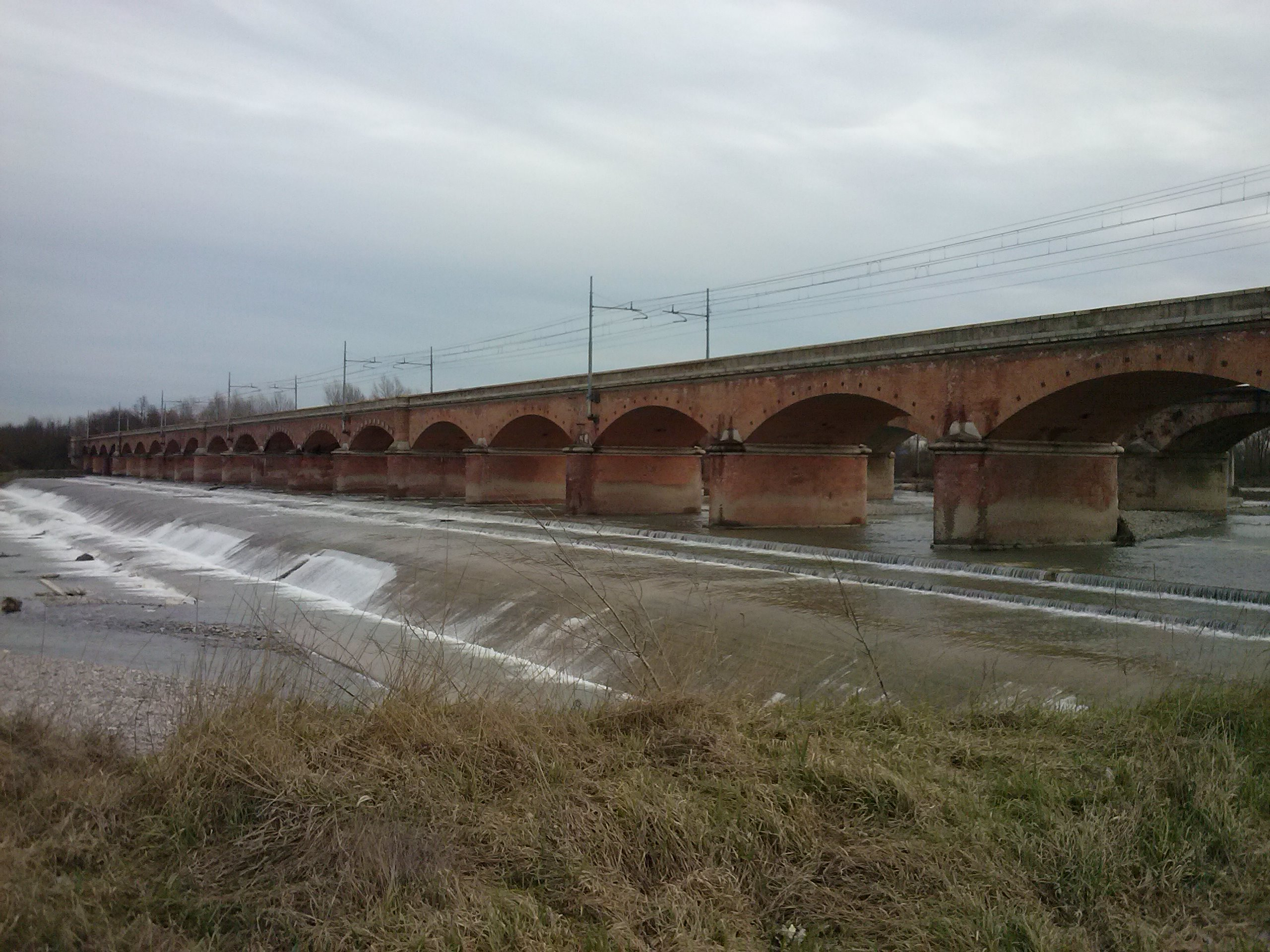
Il ponte ferroviario sul Trebbia.

Dall'ex strada statale 10 si diramano a Rottofreno la strada provinciale 48 di Centora che raggiunge l'omonima frazione e, poi, interseca la strada provinciale 11 di Mottaziana nel territorio del comune di Gragnano Trebbiense e la strada provinciale 13 di Calendasco che raggiunge l'omonimo comune per, poi, ricongiungersi all'ex strada statale 10 a San Nicolò. A San Nicolò si dirama anche la strada provinciale 7 di Agazzano.

### Tranvie
Tra il 1893 e il 1938 Rottofreno fu servita dalla tranvia Piacenza-Pianello-Nibbiano, lungo la quale erano poste le fermate di San Nicolò, Borghese e Rottofreno. Da San Nicolò si diramava, tra il 1907 e il 1933, la linea per Agazzano, lungo la quale si trovavano le fermate di Madonnina, Noce e Mamago.

### Ferrovie
Il comune dispone di due stazioni ferroviarie sulla linea Alessandria-Piacenza: una a servizio del capoluogo e un'altra nella frazione di San Nicolò.

## Amministrazione
Di seguito è presentata una tabella relativa alle amministrazioni che si sono succedute in questo comune.
| Periodo           | Periodo        | Primo cittadino    | Partito                                                        | Carica  | Note   |
| ----------------- | -------------- | ------------------ | -------------------------------------------------------------- | ------- | ------ |
| 14 settembre 1988 | 7 giugno 1993  | Valter Ozzola      | Partito Democratico della Sinistra, Partito Comunista Italiano | Sindaco | [ 27 ] |
| 7 giugno 1993     | 28 aprile 1997 | Alberto Bottazzi   | Lega Lombarda-Lega Nord                                        | Sindaco | [ 27 ] |
| 28 aprile 1997    | 14 maggio 2001 | Alberto Bottazzi   | Centro-destra                                                  | Sindaco | [ 27 ] |
| 14 maggio 2001    | 30 maggio 2006 | Giulio Maserati    | Lista civica                                                   | Sindaco | [ 27 ] |
| 30 maggio 2006    | 16 maggio 2011 | Giulio Maserati    | Lista civica                                                   | Sindaco | [ 27 ] |
| 16 maggio 2011    | 6 giugno 2016  | Raffaele Veneziani | Lega Nord, Il Popolo della Libertà e liste civiche             | Sindaco | [ 27 ] |
| 6 giugno 2016     | 4 ottobre 2021 | Raffaele Veneziani | Lista civica di centro-destra Veneziani sindaco                | Sindaco | [ 27 ] |
| 4 ottobre 2021    | in carica      | Paola Galvani      | Lista civica Paola Galvani sindaco                             | Sindaco | [ 27 ] |

### Gemellaggi
- Fontenay-sous-Bois, dal 1986[28].

### Altre informazioni amministrative
A partire dal 2014 e fino al 2024, Rottofreno ha fatto parte dell'Unione Comuni Bassa Val Trebbia e Val Luretta. Al 2020 i comuni che facevano parte dell'unione erano, oltre a Rottofreno, Calendasco, Gossolengo, Gragnano Trebbiense e Rivergaro.